# Xian de Xiapu
Le xian de Xiapu (霞浦县 ; pinyin : Xiápǔ Xiàn) est un district administratif de la province du Fujian en Chine. Il est placé sous la juridiction de la ville-préfecture de Ningde.

## Démographie
La population du district était de 508 127 habitants en 1999.

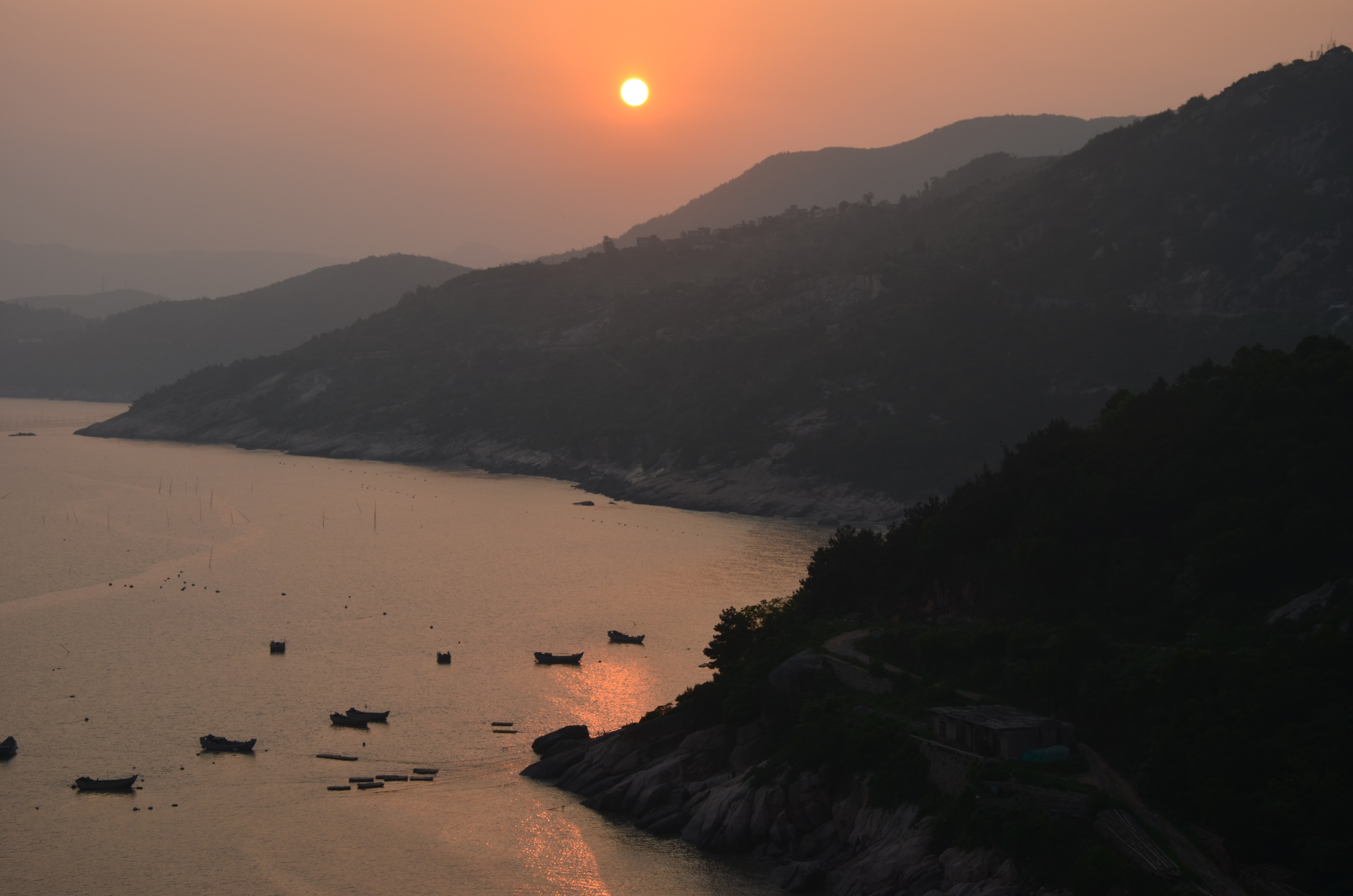
Le soleil couchant de la plage de Xian.